# José Taira
Pour les articles homonymes, voir Taira (homonymie).
José Taira, de son nom complet José Américo Taira Costa Pereira, est un footballeur portugais né le 18 novembre 1968 à Lisbonne. Il évoluait au poste de milieu défensif.

## Biographie

### En club
Formé au CF Belenenses, il commence sa carrière en 1987 au CD Montijo qui évolué alors en deuxième division portugaise,,,.
De 1989 à 1994, il est joueur du CF Belenenses,,.
Lors de la saison 1994-1995, il évolue à l'Estrela da Amadora,,.
Après une saison 1995-1996 de retour au CF Belenenses, il part jouer en Espagne à l'UD Salamanque dès 1996,,.
Sa première saison est marquée par une promotion en première division espagnole. Le club évolue dans l'élite pendant deux saisons puis est relégué à l'issue de la saison 1998-1999,,.
Après une dernière saison 1999-2000 avec Salamanque, il est transféré au Séville FC,,.
Le club montant en première division la saison de son arrivée, il évolue une dernière saison au sein de l'élite espagnole avant de repartir au Portugal en 2002 au sein du Sporting Farense,,.
Il raccroche les crampons après une dernière saison avec l'Oriental Lisbonne en 2003 et 2004,,.
Au total, il dispute 101 matchs en première division portugaise, inscrivant cinq buts, et 55 matchs en première division espagnole, pour deux buts.

### En équipe nationale
International portugais, il reçoit une unique sélection en équipe du Portugal. Le 9 octobre 1996, il joue contre l'Albanie dans le cadre des qualifications pour la Coupe du monde 1998 (victoire 3-0 à Tirana).

## Palmarès
Séville FC
- Championnat d'Espagne D2 (1) :
  - Champion : 2000-01.